# Jean Nicolas
Jean Nicolas (Mellier, 12 augustus 1924 - Godinne, 20 november 2014) was een Belgisch senator.

## Levensloop
Nicolas was militair in het Belgische leger en bracht het tot officier.
Nadat hij het Belgische leger verliet, werd hij politiek actief voor de PRL. Voor deze partij werd hij in 1982 verkozen tot gemeenteraadslid van Yvoir, waar hij van 1988 tot 1997 schepen van Openbare Werken was.
Van 1983 tot 1987 zetelde hij eveneens in de Belgische Senaat: van 1983 tot 1985 als provinciaal senator voor de provincie Namen en van 1985 tot 1987 als provinciaal senator voor de provincie Henegouwen.